# Döndrub Gyatso
Dhondup Gyatso (Tehor Nagtsang, 1655-1702) was een Tibetaans geestelijke. Hij was de eerste Ling rinpoche, een invloedrijke tulkulinie in Kham in oostelijk Tibet.
Op zijn leeftijd van 28 jaar werd hij abt van het klooster Pälden Tashi Gomang en met 41 jaar abt van het tantrische klooster Pälden Gyudmed.
Vervolgens werd hij de achtenveertigste Ganden tripa van 1702 van 1708 en daarmee de hoofdabt van het klooster Ganden en hoogste geestelijke in de gelugtraditie in het Tibetaans boeddhisme. Dhondup Gyatso was de leraar van de zesde dalai lama.